# Qualea impexa
Qualea impexa es una especie de planta con flor en la familia de las Vochysiaceae. Es endémica de Perú, donde se encuentra en  las tierras bajas de la selva amazónica en el departamento de Loreto.

## Taxonomía
Qualea impexa fue descrita por James Francis Macbride y publicado en Publications of the Field Museum of Natural History, Botanical Series 11(2): 67, en el año 1931.